# Davensberg
Davensberg ist ein Ort in der Gemeinde Ascheberg im Kreis Coesfeld, Regierungsbezirk Münster. Er ist der kleinste Ortsteil Aschebergs.

## Geographie
Der Ort ist Teil der münsterländischen Parklandschaft und liegt am Rande eines ausgedehnten Waldgebietes namens Davert. Die Entfernung nach Münster beträgt rund 20 Kilometer.

## Geschichte
Erstmals urkundlich erwähnt wurde Davensberg im Jahr 1256. Bei dem Dokument handelt es sich um eine Urkunde des Bischofs von Münster, in der Hermann von Meinhövel „von Daverenberg“ als Zeuge genannt wird. Davensberg war nie eine selbständige Gemeinde, sondern hat seit seinen Anfängen zu Ascheberg gehört. Der Ort ist als befestigte Freiheit bei der gleichnamigen Burg im Waldgebiet der Davert entstanden. Für 1498 sind elf Häuser bezeugt.
Zwischen 1593 und 1647 (nach anderen Quellen 1657) kam es in und um Davensberg zu Hexenverfolgungen. In 55 Verfahren wurden mindestens 25 Frauen und Männer verurteilt und hingerichtet.
Im Jahr 1985 errang Davensberg die Goldplakette im Landeswettbewerb und die Bronzeplakette im Bundeswettbewerb Unser Dorf soll schöner werden (heute Unser Dorf hat Zukunft).

## Einwohnerentwicklung
Um das Jahr 1500 lebten auf der Burgfreiheit von Davensberg bis zu 60 Menschen. Im Jahr 1790 waren es 190, ein Jahrhundert darauf waren es 340 Einwohner. Heute leben in Davensberg, das inzwischen Ortsteil von Ascheberg ist, über 1700 Menschen. „Höhepunkt“ der Bevölkerungsentwicklung war bislang der 31. Dezember 2005: Damals lebten in der Ortschaft 1914 Personen.

## Politik

### Gemeinderat
Die politischen Vertreter für Davensberg sind Teil des Gemeinderats von Ascheberg. In Davensberg gibt es zwei Wahlbezirke, die Wahlbezirke 9 (Grundschule Davensberg) und 10 (Burgschule Davensberg). Bei der Kommunalwahl am 30. August 2009 hat in beiden Bezirken die CDU die Mehrheit errungen.

### Wappen
Das Wappen von Davensberg zeigt einen schwarzen, bekrönten Löwen auf gelbem Grund.

## Kultur und Sehenswürdigkeiten

### Museen
Im Turm der Burg Davensberg befindet sich ein Museum, das vom Heimatverein Davensberg betrieben wird. Der Ausstellungsschwerpunkt liegt auf alten bäuerlichen Kulturgeräten.

### Burg Davensberg

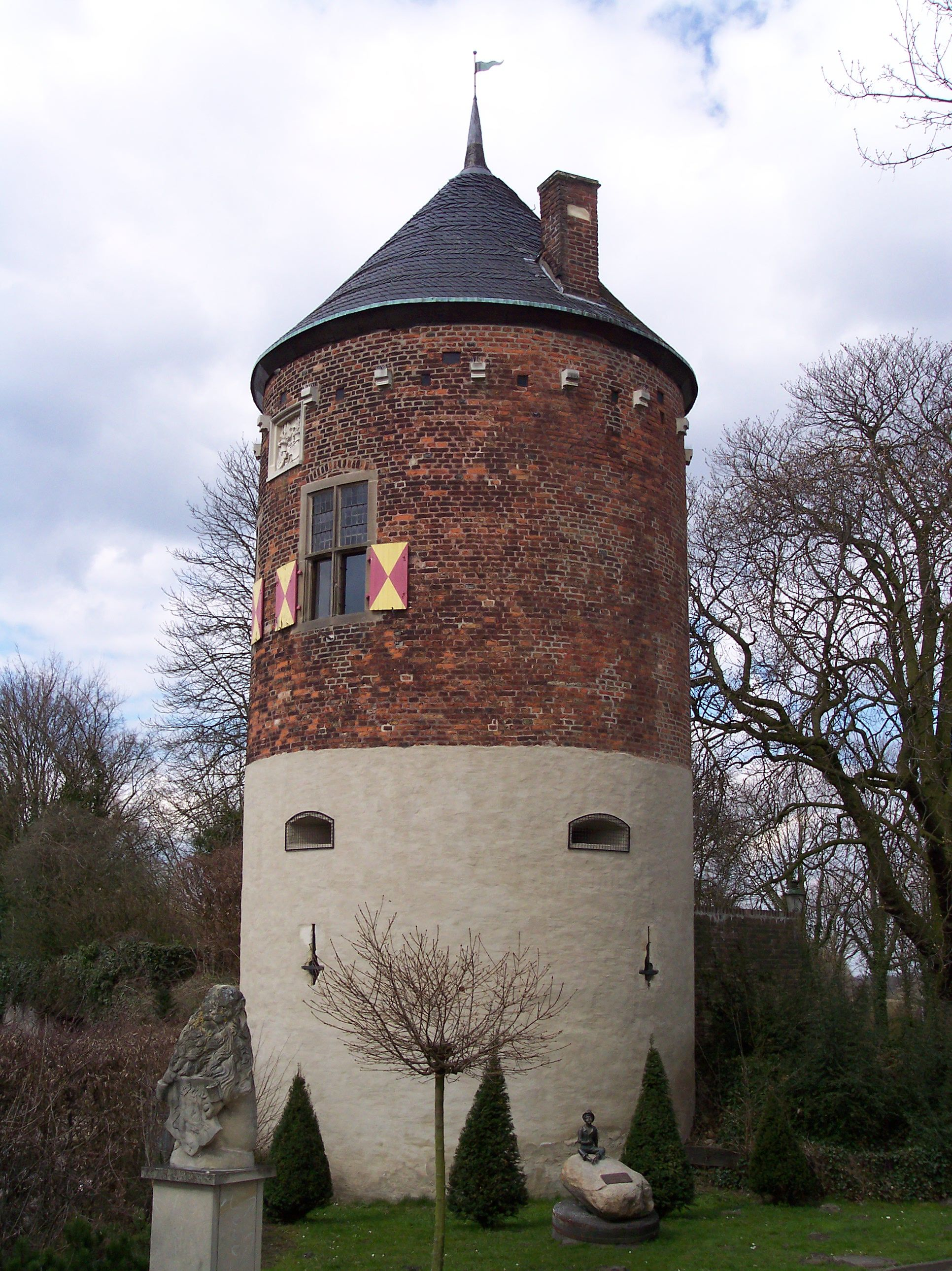
Der Rundturm in Davensberg

Der Rundturm aus Ziegeln und Bruchsteinmauerwerk war Teil der Ritterburg Davensberg und wurde vermutlich um 1530 errichtet, um 1750 verfiel er zunächst. Erbaut wurde die Burg wahrscheinlich durch die Herren von Büren, einem mächtigen Adelsgeschlecht aus dem Hochstift Paderborn. 1599 wurde die Burg aufgeteilt und ging in den Besitz der Herren von Morrien auf Nordkirchen sowie Wolf von Füchteln über. Im Dreißigjährigen Krieg wurde die Anlage schweren Zerstörungen ausgesetzt. 1634 wurden die Burg und die angrenzende Freiheit von lüneburgischen Truppen in Brand gesteckt. In der oberen Etage des letztmals 1971 restaurierten Turms befindet sich ein Kaminzimmer, darunter ein Gefängnis und ganz unten ein Verlies. Im Burgturm befand sich auch das Atelier des Bildhauers und Ehrenbürger der Gemeinde Ascheberg Friedrich Press.

### Haus Byink

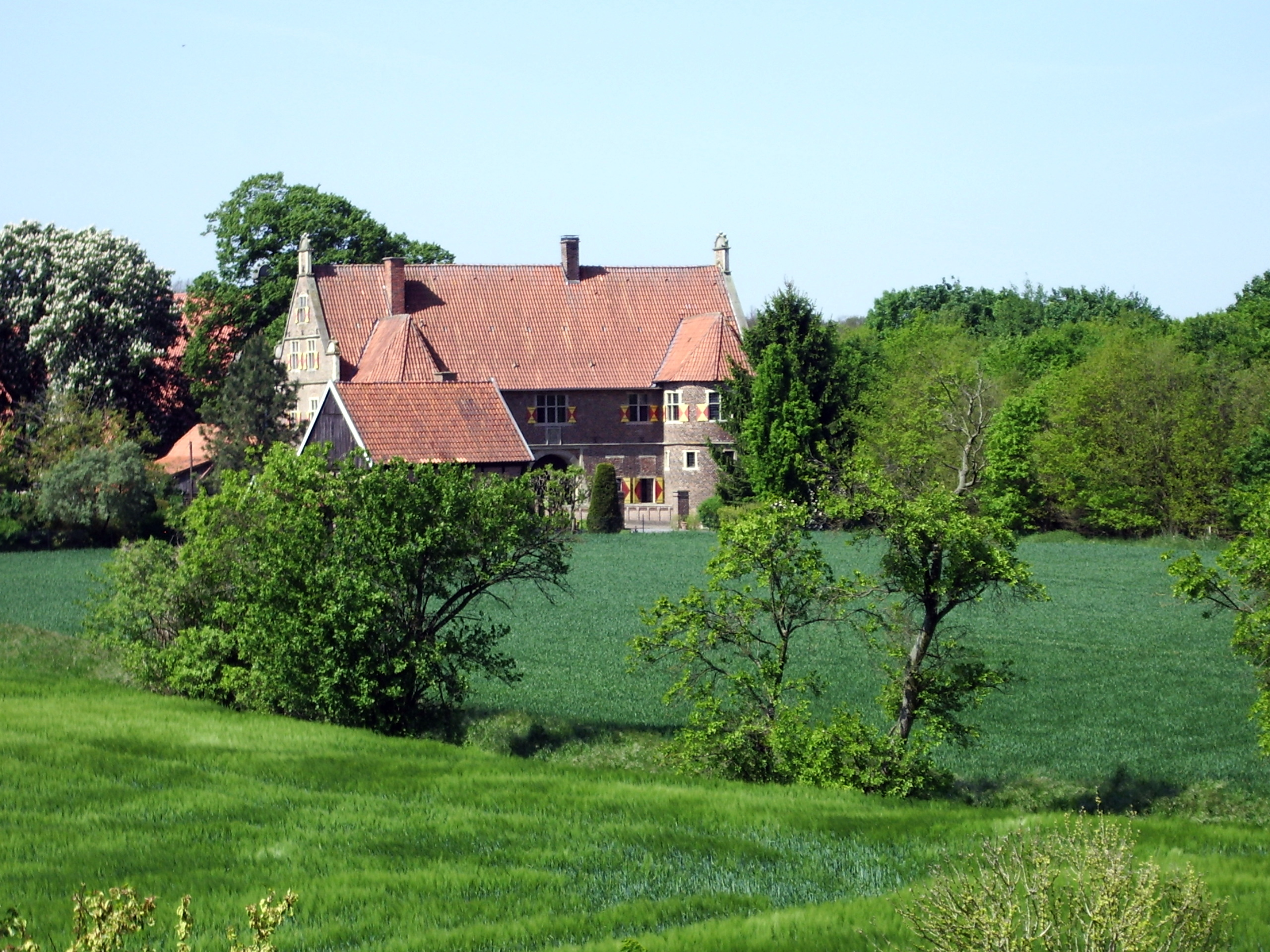
Blick auf Haus Byink

1558 wurde Haus Byink von Heinrich von Ascheberg als westfälisches Bauern- oder Bauhaus im Renaissance-Stil in der heutigen Form erbaut. Allerdings gab es einen Vorgängerbau, der schon um 1400 im Besitz der Herren von Ascheberg war, da Clawes von Ascheberg zu Byinck bei der Heirat des Heinrich mit Anna von der Recke, als sein Vater genannt wird. Angelegt wurde die Anlage als zweiinselige Wasserburg. Bestandteil ist unter anderem ein mächtiges zweigeschossiges Torhaus (erbaut 1561) mit zwei halbrunden turmartigen Vorbauten. Der Bau mit den anderthalb Meter starken Mauern nahe dem Rittersitz Romberg besteht aus Ziegelmosaik. Im Jahr 1698 kam das Haus durch ein Vermächtnis in den Besitz des Christoph Engelbert von Beverförde-Werries. Die Geschichte dieses Familienstammes endete 1780. Haus Byink kam, zusammen mit anderem Besitz, infolge Adoption an Friedrich Clemens von Elverfeld, der den Zweig Elverfeldt genannt von Beverfoerde zu Werries begründete. Seit 1984 ist das Haus Wohnstätte von Ida Freifrau von Elverfeldt. Das Herrenhaus, das auf einer gesonderten Insel gestanden hat, existiert heute nicht mehr.

### Haus Romberg
In Davensberg liegt auch der kleine Rittersitz Haus Romberg. Schießscharten am Torhaus sowie Gräben und Wälle zeugen noch von dieser Vergangenheit. Das im Renaissancestil erbaute Herrenhaus liegt gegenüber dem Torhaus-Durchgang. An das Herrenhaus schließt sich ein achteckiger Turm mit Eckquaderungen aus Sandstein an.

### Katholische Pfarrkirche St. Anna
Die Katholische Pfarrkirche St. Anna wurde zwischen 1497 und 1510 erbaut. Der spätgotische einschiffige Backsteinbau geht auf Balthasar von Büren zurück. Im Inneren des Gotteshauses ist ein von Johann Brabender 1566 geschaffenes Retabel zu sehen, das mit Flügelgemälden Hermann tom Rings ausgestattet ist.

### Papst-Denkmal

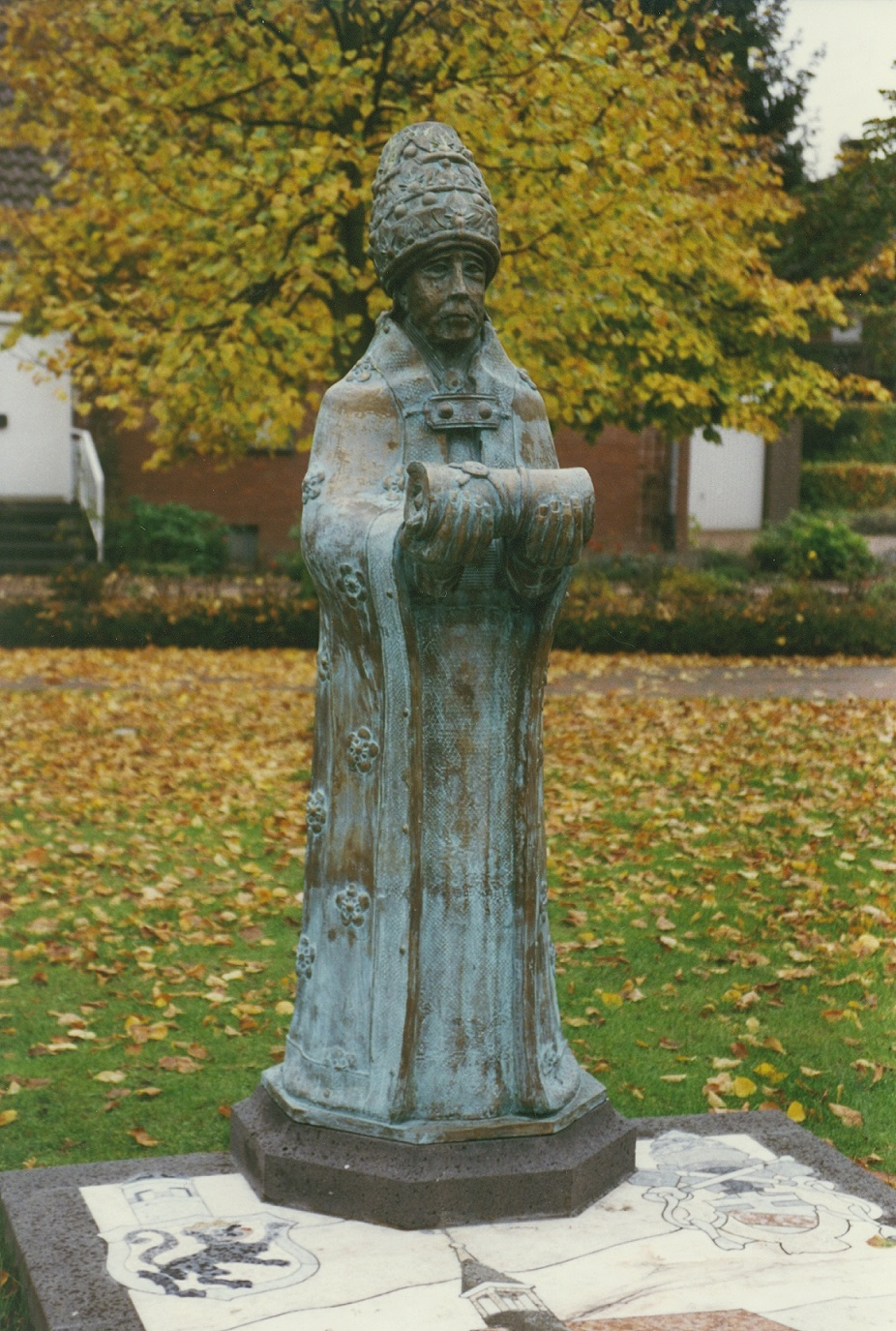
Denkmal für Papst Innozenz VIII.

Am 24. Februar 1995 wurde auf Anregung des Heimatvereins Davensberg neben der Kirche ein Denkmal für Papst Innozenz VIII. eingeweiht. In der Urkunde vom 26. August 1490 erteilte dieser die Genehmigung für die Errichtung der St. Anna-Kirche in Davensberg. Darüber entbrannte eine kontroverse Diskussion, weil das Lebenswerk dieses Papstes mit dem Beginn der Hexenverfolgungen verknüpft ist.

### Sport
Ein wichtiger Sportverein in Davensberg ist der SV Davaria Davensberg. Er wurde im Jahr 1949 gegründet. Das Vereinsheim Waldstadion mit der 1999 erbauten Tribüne befindet sich am Rinkeroder Weg. Der 1. Vorsitzende ist Wolfgang Lübke. Die Hauptsportart ist Fußball, angeboten werden aber auch der Breitensport und Judo.
Seit 2010 besteht im Ort eine privat betriebene 5 Hektar große Swingolfanlage.

## Wirtschaft und Infrastruktur

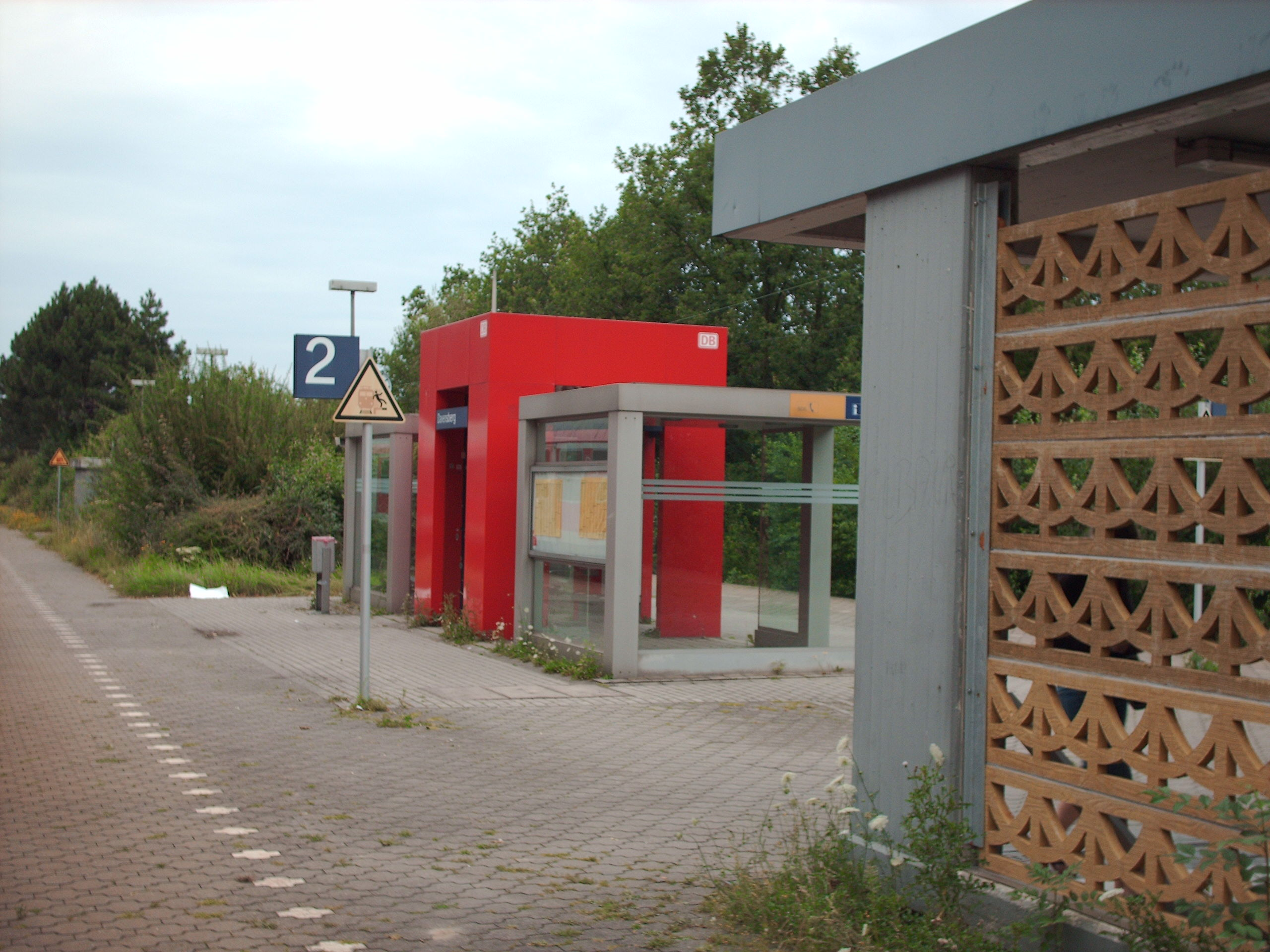
Bahnhof Davensberg

Der Ort liegt in der Nähe der Bundesautobahn 1, der „Hansalinie“ Köln-Bremen, bis zur Anschlussstelle in Ascheberg sind es vier Kilometer. Die unmittelbare durch den Ort führende Hauptverkehrsachse ist die L 844, die Ottmarsbocholt mit Ascheberg verbindet. Weiterhin verfügt Davensberg über einen Bahnhof an der Strecke Münster – Lünen – Dortmund; die Züge der Eurobahn (RB 50, „Der Lüner“) halten in Davensberg (zwischen 5 Uhr und 24 Uhr) im Stundentakt.
| Linie | Verlauf | Takt   |
| ----- | --- | ------ |
| RB 50 | Der Lüner: Dortmund Hbf – Dortmund-Kirchderne – Dortmund-Derne – Lünen-Preußen – Lünen Hbf – Werne a.d. Lippe – Capelle (Westf) – Ascheberg (Westf) – Davensberg – Münster-Amelsbüren – Münster (Westf) Hbf Stand: Fahrplanwechsel Dezember 2023 | 60 min |

Zwischen 1915 und 1925 gab es eine Materialkleinbahn der Philipp Holzmann AG von Ascheberg nach Rinkerode über Davensberg, die von 1917 bis 1925 planmäßig auch Personen beförderte, die Kleinbahn Rinkerode–Ascheberg.

## Persönlichkeiten
- Friedrich Press (1904–1990), Bildhauer

Söhne und Töchter der Stadt
- Melchior von Büren (um 1480–1546), Domherr, Domkantor und Domkellner in Münster
- Anna Walboem (um 1549–1630), Opfer der Hexenverfolgung in Davensberg